# Raspailia desmoxyiformis
Raspailia desmoxyiformis är en svampdjursart som beskrevs av Hooper 1991. Raspailia desmoxyiformis ingår i släktet Raspailia och familjen Raspailiidae. Inga underarter finns listade i Catalogue of Life.